# Taça de Portugal de 2019–20
A Taça de Portugal de 2019–20 (conhecida por Taça de Portugal Placard de 2019-20 por motivos de patrocínio) foi a 80.ª edição da Taça de Portugal. Foi disputada por 102 equipas dos 3 campeonatos nacionais, mais 42 representantes dos Campeonatos Distritais. Esta foi a primeira edição onde foi permitida uma quarta substituição no caso de o jogo ir para prolongamento.
A competição começou a 1 de setembro de 2019 com os jogos da primeira eliminatória e estava programada para terminar a 24 de maio de 2020 com a final no Estádio Nacional do Jamor, entre as equipas do Benfica e do Porto. No entanto, devido à pandemia do COVID-19 em Portugal, a final foi adiada para 1 de agosto de 2020 e foi disputada no Estádio Cidade de Coimbra, em Coimbra, à porta fechada.

## Formato
Esta edição da Taça de Portugal segue o mesmo formato que a anterior, sendo constituída por 7 eliminatórias e uma final. As equipas "B" não podem participar nesta competição.
Na 1.ª eliminatória participam 68 equipas do Campeonato de Portugal, assim como 42 equipas distritais. Na 2.ª eliminatória, juntam-se aos 55 vencedores da 1.ª eliminatória 21 equipas repescadas e 16 equipas da Segunda Liga. Na 3.ª eliminatória entram os clubes da Primeira Liga.
Todas as eliminatórias são disputadas numa só mão com exceção das meias-finais, que são disputadas a duas mãos, sempre com recurso a prolongamento e grandes penalidades, caso o sejam necessários para desempate. Na 2.ª eliminatória as equipas da Segunda Liga não se podem defrontar e jogam sempre na qualidade de visitante, sendo que o mesmo se aplica para as equipas da Primeira Liga, na 3.ª eliminatória. A final é disputada num estádio definido pela FPF, tradicionalmente o Estádio Nacional do Jamor, alterado mais tarde para o Estádio Cidade de Coimbra devido ao COVID-19.
| Eliminatória     | Equipas ainda em prova | Participam nesta eliminatória | Vencedores da eliminatória anterior | Novas entradas | Liga                                                    |
| ---------------- | ---------------------- | ----------------------------- | ----------------------------------- | -------------- | ------------------------------------------------------- |
| 1.ª Eliminatória | 144                    | 110                           | -                                   | 110            | Campeonato de Portugal 42 representantes dos Distritais |
| 2.ª Eliminatória | 110                    | 92                            | 55+21                               | 16             | Segunda Liga                                            |
| 3.ª Eliminatória | 64                     | 64                            | 46                                  | 18             | Primeira Liga                                           |
| 4.ª Eliminatória | 32                     | 32                            | 32                                  | -              | -                                                       |
| Oitavos-de-Final | 16                     | 16                            | 16                                  | -              | -                                                       |
| Quartos-de-Final | 8                      | 8                             | 8                                   | -              | -                                                       |
| Meias-Finais     | 4                      | 4                             | 4                                   | -              | -                                                       |
| Final            | 2                      | 2                             | 2                                   | -              | -                                                       |

## 1ª Eliminatória
| I Liga  | II Liga | CP      | Distritais | Total     |
| ------- | ------- | ------- | ---------- | --------- |
| 18 / 18 | 16 / 16 | 68 / 68 | 42 / 42    | 144 / 144 |

| 8 setembro 2019 Serie A | Merelinense (CP) | 0–0 (pro.) (5–4 pen.) | (D) Ponte da Barca | Merelim                             |  |
| 17:00                   |                  |                       |                    | Estádio: Estádio João Soares Vieira |  |

| 8 setembro 2019 Serie A | Mirandela (CP)                           | 2–0 | (D) Atlético dos Arcos | Mirandela                      |  |
| 17:00                   | - César Antunes 10' - Rafael Amoroso 77' |     |                        | Estádio: Estádio São Sebastião |  |

| 8 setembro 2019 Serie A | Prado (D)         | 1–2 | (D) Carção                               | Vila de Prado, Vila Verde             |  |
| 17:00                   | - Bruno Silva 43' |     | - Diego Oliveira 1' - Gabriel Galana 72' | Estádio: Complexo Desportivo do Faial |  |

| 8 setembro 2019 Serie A | Pedras Salgadas (CP)                          | 3–1 | (D) Vila Pouca de Aguiar     | Pedras Salgadas                |  |
| 17:00                   | - Pedro Silva 45', 53' - Rui Faria 60' (o.g.) |     | - Miguel Teixeira 70' (pen.) | Estádio: Estádio da Portelinha |  |

| 8 setembro 2019 Serie A | Fafe (CP)                              | 3–0 | (D) Rebordelo | Fafe                                            |  |
| 17:00                   | - Rúben Marques 11', 17' - Jussane 90' |     |               | Estádio: Parque Municipal dos Desportos de Fafe |  |

| 8 setembro 2019 Serie A | Montalegre (CP) | 1–0 | (CP) Cerveira | Montalegre                                 |  |
| 17:00                   | - Lio 39'       |     |               | Estádio: Campo Dr. Diogo Alves Vaz Pereira |  |

| 8 setembro 2019 Serie A | Maria da Fonte (CP)                                               | 3–0 | (CP) Bragança | Póvoa de Lanhoso                   |  |
| 17:00                   | - Telmo Fernandes 13' (pen.) - João Antunes 25' - Bruno Silva 83' |     |               | Estádio: Estádio dos Moinhos Novos |  |

| 7 setembro 2019 Serie B | Pevidém (D)      | 1–3 | (CP) Berço                           | Pevidém                                             |  |
| 16:00                   | - Vítor Hugo 64' |     | - Marcelo Barros 19', 48' - Mota 53' | Estádio: Parque de Jogos Albano Martins Coelho Lima |  |

| 7 setembro 2019 Serie B | Câmara de Lobos (CP) | 0–4 | (CP) Felgueiras 1932                                          | Câmara de Lobos                               |  |
| 16:00                   |                      |     | - Pedro Ribeiro 5', 20' - Rúben Alves 44' - Pedro Marques 63' | Estádio: Estádio Municipal de Câmara de Lobos |  |

| 8 setembro 2019 Serie B | União da Madeira (CP) | 1–0 | (CP) Vila Real | Ribeira Brava                         |  |
| 17:00                   | - Zé Domingos 35'     |     |                | Estádio: Centro Desportivo da Madeira |  |

| 8 setembro 2019 Serie B | Amarante (CP)                           | 2–1 | (CP) Trofense       | Amarante                               |  |
| 17:00                   | - Alex Silva 90' - Adélcio Varela 90+2' |     | - Bruno Almeida 35' | Estádio: Estádio Municipal de Amarante |  |

| 8 setembro 2019 Serie B | Pedras Rubras (CP) | 0–3 | (CP)Vizela                                                         | Pedras Rubras                               |  |
| 17:00                   |                    |     | - Gonçalo Pimenta 37' (o.g.) - João Pedro 40' - Francis Cann 45+6' | Estádio: Estádio Municipal de Pedras Rubras |  |

| 8 setembro 2019 Serie B | Vilarinho (D) | 0–2 | (CP) AD Oliveirense                   | Vilarinho                               |  |
| 17:00                   |               |     | - Sandro Fonseca 31' - Luisinho 90+1' | Estádio: Estádio Municipal de Vilarinho |  |

| 8 setembro 2019 Serie B | Porto da Cruz (D) | 0–3 | (CP) São Martinho                                          | Machico                               |  |
| 17:00                   |                   |     | - Belarmino Tavares 18' - Zé Pedro 21' - Tiago Valente 84' | Estádio: Estádio Municipal de Machico |  |

| 7 setembro 2019 Serie C | São João de Ver (D) | 0–3 | (CP) Sanjoanense                         | São João de Ver                            |  |
| 17:00                   |                     |     | - Elisson 10' - Edson Khumalo 45+2', 70' | Estádio: Estádio Sp. Clube São João de Ver |  |

| 8 setembro 2019 Serie C | Arouca (CP)                                                                       | 5–0 | (D) Rebordosa | Arouca                               |  |
| 17:00                   | - Thales 20' (pen.) - Fábio Fortes 23', 90+1' - André Salvador 35' - Henrique 85' |     |               | Estádio: Estádio Municipal de Arouca |  |

| 8 setembro 2019 Serie C | Espinho (CP)             | 2–0 | (CP) Castro Daire | Fiães                      |  |
| 17:00                   | - Dante 25' - Nathan 58' |     |                   | Estádio: Estádio do Bolhão |  |

| 8 setembro 2019 Serie C | Paredes (CP) | 0–0 (pro.) (2–4 pen.) | (CP) Lusitânia | Paredes                               |  |
| 17:00                   |              |                       |                | Estádio: Cidade Desportiva De Paredes |  |

| 8 setembro 2019 Serie C | Gondomar (CP)                                       | 3–1 | (CP) Leça             | Gondomar                       |  |
| 17:00                   | - Edelino Ié 2', 90+5' - Fausto Lourenço 13' (pen.) |     | - Nelsinho 68' (pen.) | Estádio: Estádio de São Miguel |  |

| 8 setembro 2019 Serie C | Canelas 2010 (CP)                              | 3–1 | (CP) Valadares Gaia | Canelas                                        |  |
| 17:00                   | - Francisco Sousa 37', 84' - Leo Rodrigues 78' |     | - João Sousa 90+4'  | Estádio: Estádio do Canelas Gaia Futebol Clube |  |

| 8 setembro 2019 Serie C | Coimbrões (CP)                                                  | 4–1 | (D) Régua       | Santa Marinha               |  |
| 17:00                   | - Clever Jansen 2', 12' - Alex Tanque 14' - Guilherme Gomes 18' |     | - Quinzinho 70' | Estádio: Parque Silva Matos |  |

| 7 setembro 2019 Serie D | Manteigas (D) | 1–3 | (D) Bustelo                              | Manteigas                                           |  |
| 17:00                   | - Tinga 73'   |     | - Diogo Silva 21' - Joel Santos 50', 56' | Estádio: Estádio Municipal Eng.º Barjona de Freitas |  |

| 8 setembro 2019 Serie D | Mortágua (D)                                                                       | 4–2 | (CP) Anadia          | Mortágua                    |  |
| 17:00                   | - Rui Raínho 16' (o.g.) - João Rodrigues 27' - Stefan Almeida 42' - João David 66' |     | - Marcelo 45+3', 85' | Estádio: Campo da Gandarada |  |

| 8 setembro 2019 Serie D | Vila Cortês (D) | 0–3 | (CP) Ginásio Figueirense (C.Rodrigo) | Guarda                               |  |
| 17:00                   |                 |     | - Mavuba 19' - Kojo 71', 79'         | Estádio: Estádio Municipal da Guarda |  |

| 8 setembro 2019 Serie D | Condeixa (CP) | 0–0 (pro.) (5–4 pen.) | (CP) Oliveira do Hospital | Condeixa-a-Nova                               |  |
| 17:00                   |               |                       |                           | Estádio: Estádio Municipal de Condeixa-a-Nova |  |

| 8 setembro 2019 Serie D | Beira-Mar (CP)                                                                                         | 6–0 | (D) Pampilhosense | Aveiro                               |  |
| 17:00                   | - Moussa Cissé 23' - Caminata 48' - Fábio Vieira 60' (pen.) - Artur 71' - Abbeyson 77' - Fatadjo 90+3' |     |                   | Estádio: Estádio Municipal de Aveiro |  |

| 8 setembro 2019 Serie D | Lusitano Vildemoinhos (CP)                  | 3–2 | (D) Ançã                            | Vildemoinhos, Viseu            |  |
| 17:00                   | - Diogo Braz 18', 73' - Raphael Almeida 42' |     | - André Gonçalo 55' - Pepperoni 80' | Estádio: Estádio dos Trambelos |  |

| 8 setembro 2019 Serie D | Águeda (CP)                                                        | 5–0 | (D) Ferreira de Aves | Águeda                               |  |
| 17:00                   | - Ivan Fidalgo 5', 7' - Neto 63' - Emanuel 68' - Gabriel Mejía 90' |     |                      | Estádio: Estádio Municipal de Águeda |  |

| 8 setembro 2019 Serie E | Vila Velha de Ródão (D) | 0–5 | (CP) Caldas                                                              | Vila Velha de Ródão                               |  |
| 17:00                   |                         |     | - Hugo Neto 21' (pen.), 65' (pen.), 83' - Vítor Rodrigues 39' - Ruca 81' | Estádio: Estádio Municipal de Vila Velha de Rodão |  |

| 8 setembro 2019 Serie E | Marinhense (CP) | 0–0 (pro.) (1–4 pen.) | (CP) Fátima | Marinha Grande                               |  |
| 17:00                   |                 |                       |             | Estádio: Estádio Municipal da Marinha Grande |  |

| 8 setembro 2019 Serie E | Águias do Moradal (D)                 | 2–4 | (CP) Vitória de Sernache                                           | Estreito, Oleiros           |  |
| 17:00                   | - Paulo Andrade 33' - Quinzinho 90+1' |     | - Williams 4', 44' - Sérgio Nogueira 37' - João Salvado 61' (o.g.) | Estádio: Estádio do Ventoso |  |

| 8 setembro 2019 Serie E | Sertanense (CP)  | 1–1 (pro.) (5–3 pen.) | (CP) Oleiros | Sertã                                          |  |
| 17:00                   | - Saná Gomes 82' |                       | - Jimmy 38'  | Estádio: Campo de Jogos Dr. Marques dos Santos |  |

| 8 setembro 2019 Serie E | União de Leiria (CP)                                                             | 5–0 | (D) Crato | Leiria                                |  |
| 17:00                   | - Dénis Marandici 12' - Laércio Morais 14' - Danny Choi 38', 61' - Shpitalny 79' |     |           | Estádio: Estádio Dr. Magalhães Pessoa |  |

| 8 setembro 2019 Serie E | Eléctrico (D) | 0–7 | (CP) Benfica Castelo Branco                                                                   | Ponte de Sor                               |  |
| 17:00                   |               |     | - Okitokandjo 18', 55', 68', 90+2' - Diogo Motty 22' - Diogo Silva 39' - Daniel Rodriguez 63' | Estádio: Estádio Municipal de Ponte de Sor |  |

| 8 setembro 2019 Serie E | Amigos da Paz (D)                              | 2–3 | (D) Portomosense                                  | Pousos, Leiria             |  |
| 17:00                   | - Pedro Domingues 8' - Dany Marques 82' (pen.) |     | - Hugo Romana 37' - Kiko 47' - Afonso Feteiro 87' | Estádio: Campo da Charneca |  |

| 7 setembro 2019 Serie F | Sintra Football (CP) | 1–0 | (CP) Loures | Oeiras                                  |  |
| 17:00                   | - Marco Gomes 40'    |     |             | Estádio: Estádio Municipal Mário Wilson |  |

| 8 setembro 2019 Serie F | Sintrense (CP)         | 1–0 (pro.) | (D) Coruchense | Sintra                                    |  |
| 17:00                   | - Pedro Bonifácio 116' |            |                | Estádio: Estádio do Sport União Sintrense |  |

| 8 setembro 2019 Serie F | União Almeirim (D)          | 2–3 | (CP) União de Santarém                     | Almeirim                            |  |
| 17:00                   | - Filipe Pereira 16', 90+6' |     | - Pedro Augusto 17', 51' - André Pires 58' | Estádio: Estádio D. Manuel de Mello |  |

| 8 setembro 2019 Serie F | São Roque (D) | 0–1 | (CP) Torreense         | São Roque                            |  |
| 17:00                   |               |     | - Rodrigo Vilela 90+2' | Estádio: Campo de Jogos de São Roque |  |

| 8 setembro 2019 Serie F | Alverca (CP)                              | 3–0 | (CP) Sacavenense | Alverca do Ribatejo                     |  |
| 17:00                   | - Flávio Castro 45', 47' - Luan Silva 69' |     |                  | Estádio: Complexo Desportivo FC Alverca |  |

| 8 setembro 2019 Serie F | Pêro Pinheiro (D)        | 2–2 (pro.) (4–2 pen.) | (CP) 1º Dezembro                              | Pêro Pinheiro, Sintra                    |  |
| 17:00                   | - Miguel Pinto 86', 107' |                       | - Romário Carvalho 37' - Duarte Ferreira 100' | Estádio: Parque de Jogos Pardal Monteiro |  |

| 8 setembro 2019 Serie F | Coutada (D)                                      | 2–0 | (D) Fayal | Torres Vedras                   |  |
| 17:00                   | - Pedro Gomes 72' - Yordán Restrepo 90+4' (pen.) |     |           | Estádio: Estádio Manuel Marques |  |

| 7 setembro 2019 Serie G | Lusitânia dos Açores (D) | 1–2 | (CP) Amora                             | Angra do Heroísmo              |  |
| 18:00 (10:30 UTC±0)     | - Leo Machado 48'        |     | - Joca Monteiro 32', goal' (68), pen.' | Estádio: Estádio João Paulo II |  |

| 8 setembro 2019 Serie G | Praiense (CP)                                                                            | 4–0 | (CP) CUF Barreiro | Praia da Vitória                               |  |
| 18:00 (10:30 UTC±0)     | - Paulo Teles 45' (pen.) - Matheus Souza 54' - Cristiano Magina 63' - Márcio Augusto 73' |     |                   | Estádio: Estádio Municipal da Praia da Vitória |  |

| 8 setembro 2019 Serie G | Fontinhas (CP)          | 1–3 | (CP) Pinhalnovense                          | Fontinhas                                    |  |
| 18:00 (10:30 UTC±0)     | - Jordanes Medeiros 28' |     | - Diego Zaporo 25', 45+2' - Yuran Lopes 73' | Estádio: Campo Municipal Dr. Durval Monteiro |  |

| 8 setembro 2019 Serie G | Rabo de Peixe (D) | 1–0 | (CP) Olímpico Montijo | Rabo de Peixe                     |  |
| 17:00 (10:30 UTC±0)     | - Hugo Moniz 48'  |     |                       | Estádio: Campo de Jogos Bom Jesus |  |

| 8 setembro 2019 Serie G | Real (CP)                                                                                      | 4–1 | (D) Estrela Vendas Novas | Queluz                                  |  |
| 17:00                   | - David Dinamite 8' - Diogo David 45' - Augustus Nogueira 66' (o.g.) - João Ventura 74' (pen.) |     | - Cláudio Neves 90+3'    | Estádio: Complexo Desportivo do Real SC |  |

| 8 setembro 2019 Serie G | Oriental (CP)            | 2–0 | (CP) Ideal | Lisboa                                    |  |
| 17:00                   | - Nélson Landim 50', 65' |     |            | Estádio: Estádio Engenheiro Carlos Salema |  |

| 15 setembro 2019 Serie G | Velense (D) | 0–5 | (D) Alcochetense                                                             | Velas                              |  |
| 11:30 (10:30 UTC±0)      |             |     | - Filipe Paiva 39' - Luís Gaspar 65' - João Ismael 71' - Rui Társio 75', 83' | Estádio: Campo Municipal das Velas |  |

| 7 setembro 2019 Serie H | Esperança de Lagos (CP) | 1–0 | (CP) Lusitano de Évora | Lagos                               |  |
| 17:00                   | - Zé Miguel 70' (pen.)  |     |                        | Estádio: Estádio Municipal de Lagos |  |

| 8 setembro 2019 Serie H | Louletano (CP)       | 1–0 | (D) FC Ferreiras | Faro                     |  |
| 17:00                   | - Érico Castro 90+2' |     |                  | Estádio: Estádio Algarve |  |

| 8 setembro 2019 Serie H | Mineiro Aljustrelense (CP)                 | 3–2 (pro.) | (D) Vasco da Gama Sines                    | Aljustrel                               |  |
| 17:00                   | - Joel Costa 88', 116' - Jorge Raposo 105' |            | - Daniel Direito 44' - Márcio Madeira 109' | Estádio: Estádio Municipal de Aljustrel |  |

| 8 setembro 2019 Serie H | Olhanense (CP) | 1–0 | (CP) Armacenenses | Olhão                         |  |
| 17:00                   | - Hassan 41'   |     |                   | Estádio: Estádio José Arcanjo |  |

| 8 setembro 2019 Serie H | Penedo Gordo (D)          | 2–0 | (D) Praia Milfontes | Penedo Gordo, Beja                                   |  |
| 17:00                   | - Gonçalo Torrão 35', 56' |     |                     | Estádio: Campo de Jogos Carolina Almodôvar Fernandes |  |

| 8 setembro 2019 Serie H | Juventude Évora (D)     | 2–2 (pro.) (6–7 pen.) | (D) Moncarapachense     | Évora                               |  |
| 17:00                   | - Antony Pérez 42', 83' |                       | - Tiago Barros 40', 59' | Estádio: Estádio Sanches de Miranda |  |

## 2ª Eliminatória
| I Liga  | II Liga | CP      | Distritais | Total     |
| ------- | ------- | ------- | ---------- | --------- |
| 18 / 18 | 16 / 16 | 55 / 68 | 21 / 42    | 110 / 144 |

Repescagem
As seguintes 21 equipas foram repescadas entre os derrotados da 1ª eliminatória, para participarem na 2ª eliminatória:
- Águias do Moradal (D)
- Anadia (D)
- Ançã (D)
- Atlético dos Arcos (D)
- Coruchense (D)
- Eléctrico (D)
- CUF Barreiro (CP)
- Fontinhas (CP)
- Ideal (CP)
- Leça (CP)
- Loures (CP)
- Lusitânia dos Açores (D)
- Lusitano de Évora (CP)
- Marinhense (CP)
- Olímpico Montijo (CP)
- Pevidém (D)
- Prado (D)
- São João de Ver (D)
- Valadares Gaia (CP)
- Vasco da Gama Sines (D)
- Vila Pouca de Aguiar (D)

| 28 setembro 2019    | Rabo de Peixe (D) | 0–1 | (II) Académico de Viseu | Ribeira Grande                               |  |
| 14:00 (13:00 UTC±0) |                   |     | - Kelvin 90+5'          | Estádio: Estádio Municipal da Ribeira Grande |  |

| 28 setembro 2019 | Berço (CP)   | 1–3 | (II) Feirense                                         | São Martinho de Sande, Guimarães             |  |
| 15:00            | - Welton 86' |     | - Feliz 75' - Guilherme Ramos 88' - Kwame N´Sor 90+4' | Estádio: Complexo Desportivo D. Maria Teresa |  |

| 28 setembro 2019 | União da Madeira (CP) | 1–2 (pro.) | (CP) Fafe                                    | Ribeira Brava                                    |  |
| 15:30            | - Sylla 66'           |            | - Rúben Marques 19' (pen.) - Zé Oliveira 95' | Estádio: Estádio do Centro Desportivo da Madeira |  |

| 28 setembro 2019 | Carção (D) | 0–2 | (II) Vilafranquense                           | Vimioso                               |  |
| 15:30            |            |     | - Hinestroza 10' - Wilson Santos 45+2' (pen.) | Estádio: Estádio Municipal de Vimioso |  |

| 29 setembro 2019 | Condeixa (CP) | 0–0 (pro.) (5–4 pen.) | (D) Lusitânia dos Açores | Condeixa-a-Nova                               |  |
| 11:00            |               |                       |                          | Estádio: Estádio Municipal de Condeixa-a-Nova |  |

| 29 setembro 2019 | União de Santarém (CP) | 1–2 | (II) Farense                            | Santarém                        |  |
| 14:00            | - Didi 34'             |     | - Fabrício 10' (pen.) - Fábio Nunes 48' | Estádio: Campo Chã das Padeiras |  |

| 29 setembro 2019 | Portomosense (D) | 0–3 | (CP) Alverca                                        | Porto de Mós                               |  |
| 15:00            |                  |     | - Ronaldo 8' - Alex Apolinário 65' - Andrezinho 72' | Estádio: Estádio Municipal de Porto de Mós |  |

| 29 setembro 2019 | Loures (CP)                | 2–2 (pro.) (4–2 pen.) | (CP) Lusitano de Évora                   | Zambujal, Loures            |  |
| 11:00            | - Saldanha 75' - Forbs 97' |                       | - William Barbosa 89' - Kiko Viegas 120' | Estádio: Campo Conde Mendia |  |

| 29 setembro 2019 | Canelas 2010 (CP)                                                         | 4–0 | (D) Ançã | Canelas                                        |  |
| 15:00            | - Francisco Sousa 13' - Fábio Rola 42' - Baba Zakari 44' - Rafael Vaz 90' |     |          | Estádio: Estádio do Canelas Gaia Futebol Clube |  |

| 29 setembro 2019 | Coruchense (D) | 0–4 | (CP) Olímpico Montijo                         | Coruche                                       |  |
| 15:00            |                |     | - H. Roque 71', 81' (pen.) - Rúben 83', 90+5' | Estádio: Estádio Municipal Prof. José Peseiro |  |

| 29 setembro 2019 | Coimbrões (CP)                                                     | 3–1 | (D) Prado         | Santa Marinha               |  |
| 15:00            | - Pedro Tavares 27' (pen.) - Ivo Lucas 90+1' - Rúben Gonçalo 90+6' |     | - Éder 53' (pen.) | Estádio: Parque Silva Matos |  |

| 29 setembro 2019 | Amora (CP)                       | 2–1 | (D) São João de Ver | Amora                         |  |
| 15:00            | - João Delgado 49' - Geraldo 82' |     | - Alex Brandão 2'   | Estádio: Estádio da Medideira |  |

| 29 setembro 2019 | Sintra Football (CP)               | 2–0 | (CP) Amarante | Oeiras                                  |  |
| 15:00            | - André Soares 56' - Braudílio 89' |     |               | Estádio: Estádio Municipal Mário Wilson |  |

| 29 setembro 2019 | Moncarapachense (D) | 0–1 (pro.) | (CP) Sertanense | Moncarapacho                              |  |
| 15:00            |                     |            | - Doukouré 119' | Estádio: Estádio Dr. António João Eusébio |  |

| 29 setembro 2019 | Maria da Fonte (CP) | 1–5 | (CP) Pedras Salgadas                                                          | Póvoa de Lanhoso                   |  |
| 15:00            | - Bruno Silva 45+5' |     | - Chula 7' (pen.) - Ruca 29' (pen.), 43' (pen.), 64' (pen.) - Diogo Lopes 90' | Estádio: Estádio dos Moinhos Novos |  |

| 29 setembro 2019 | Fátima (CP)                                                           | 4–0 | (D) Coutada | Fátima                                    |  |
| 15:00            | - Coelho 28' - Carlos Daniel 34' - Sambú 50' - Bruno Alves 66' (pen.) |     |             | Estádio: Estádio Municipal Papa Francisco |  |

| 29 setembro 2019 | Gondomar (CP) | 0–1 | (CP) Valadares Gaia | Gondomar                       |  |
| 15:00            |               |     | - George Ayine 20'  | Estádio: Estádio de São Miguel |  |

| 29 setembro 2019 | São Martinho (CP) | 0–0 (pro.) (2–4 pen.) | (CP) Merelinense | São Martinho Campo                                      |  |
| 15:00            |                   |                       |                  | Estádio: Estádio Comendador Abílio Ferreira de Oliveira |  |

| 29 setembro 2019 | Benfica Castelo Branco (CP)                         | 3–2 | (CP) Olhanense                | Castelo Branco                             |  |
| 15:00            | - Okitokandjo 72' - Pedro Eira 80' - Rafa Pinto 88' |     | - Hassan 14' - João Vasco 28' | Estádio: Estádio Municipal Vale do Romeiro |  |

| 29 setembro 2019 | AD Oliveirense (CP)                 | 2–1 (pro.) | (CP) Felgueiras 1932 | Santa Maria de Oliveira, Vila Nova de Famalicão |  |
| 15:00            | - Jimmy Ekua 83' - Nuno Pereira 97' |            | - Rabiola 5' (pen.)  | Estádio: Estádio da Ribes                       |  |

| 29 setembro 2019 | Beira-Mar (CP)                    | 2–0 | (D) Bustelo | Aveiro                               |  |
| 15:00            | - Cissé 26' - Bernardo Santos 39' |     |             | Estádio: Estádio Municipal de Aveiro |  |

| 29 setembro 2019 | Pêro Pinheiro (D) | 0–0 (pro.) (3–4 pen.) | (CP) Vitória de Sernache | Pêro Pinheiro, Sintra                    |  |
| 15:00            |                   |                       |                          | Estádio: Parque de Jogos Pardal Monteiro |  |

| 29 setembro 2019 | Sintrense (CP)      | 1–2 (pro.) | (CP) Anadia              | Sintra                                    |  |
| 15:00            | - Miguel Ângelo 89' |            | - Pedro Santos 23', 105' | Estádio: Estádio do Sport União Sintrense |  |

| 29 setembro 2019 | Atlético dos Arcos (D) | 0–2 | (CP) Praiense                           | Arcos de Valdevez                     |  |
| 15:00            |                        |     | - João Peixoto 23' - Márcio Augusto 79' | Estádio: Estádio Municipal da Coutada |  |

| 29 setembro 2019 | Mineiro Aljustrelense (CP) | 0–2 | (II) Casa Pia                | Aljustrel                               |  |
| 15:00            |                            |     | - Machado 10' - Kenidy 90+2' | Estádio: Estádio Municipal de Aljustrel |  |

| 29 setembro 2019 | Mirandela (CP)       | 1–2 | (II) Chaves                   | Mirandela                      |  |
| 15:00            | - Rafael Amoroso 61' |     | - André Luís 21' - Wágner 65' | Estádio: Estádio São Sebastião |  |

| 29 setembro 2019 | Vila Pouca de Aguiar (D) | 1–2 | (II) Mafra                     | Vila Pouca de Aguiar                                 |  |
| 15:00            |                          |     | - Ayongo 32', 62' - Flávio 85' | Estádio: Complexo Desportivo de Vila Pouca de Aguiar |  |

| 29 setembro 2019 | Lusitânia (CP)                                                  | 4–2 (pro.) | (II) Sporting Covilhã             | Lourosa                                     |  |
| 15:00            | - Poulson 3' - Goba Zakpa 94', 107' - Hélder Castro 119' (pen.) |            | - Henrique 77' (o.g.) - Mica 110' | Estádio: Estádio do Lusitânia de Lourosa FC |  |

| 29 setembro 2019 | Alcochetense (D) | 0–4 | (II) Leixões                                    | Alcochete                                       |  |
| 15:00            |                  |     | - Luís Silva 26', 49' - Júnior 33' - Tarzan 87' | Estádio: Estádio António Almeida Correia (Foni) |  |

| 29 setembro 2019 | Leça (CP) | 0–0 (pro.) (4–3 pen.) | (II) Oliveirense | Leça da Palmeira                       |  |
| 15:00            |           |                       |                  | Estádio: Estádio do Leça Futebol Clube |  |

| 29 setembro 2019 | Caldas (CP) | 0–1 | (II) Varzim           | Caldas da Rainha       |  |
| 15:00            |             |     | - Leonardo 45' (pen.) | Estádio: Campo da Mata |  |

| 29 setembro 2019 | Mortágua (D)                   | 2–3 (pro.) | (II) Penafiel                                 | Mortágua                    |  |
| 15:00            | - Daniel Pinto 85' - Duda 117' |            | - João Paulo 90+2' - Ronaldo 92' - Pires 113' | Estádio: Campo da Gandarada |  |

| 29 setembro 2019 | Lusitano Vildemoinhos (CP) | 0–1 | (II) Académica | Vildemoinhos, Viseu            |  |
| 15:00            |                            |     | - Arghus 49'   | Estádio: Estádio dos Trambelos |  |

| 29 setembro 2019 | Pinhalnovense (CP)  | 1–2 | (II) Estoril                                   | Pinhal Novo                          |  |
| 15:00            | - João Bandeira 74' |     | - Nicolas Careca 25' - André Franco 53' (pen.) | Estádio: Campo de Jogos Santos Jorge |  |

| 29 setembro 2019 | Eléctrico (D)  | 1–6 | (CP) Arouca                                                                                   | Ponte de Sor                               |  |
| 15:00            | - José Cruz 7' |     | - Thales 3' (pen.) - Valdu Té 14', 42' - Adílio 75' - Miguel Abreu 78' - André Salvador 90+3' | Estádio: Estádio Municipal de Ponte de Sor |  |

| 29 setembro 2019 | Esperança de Lagos (CP) | 1–3 | (D) Pevidém                        | Lagos                               |  |
| 15:00            | - Kuiaté Lamine 69'     |     | - Venú 70', 79' - João Moreira 85' | Estádio: Estádio Municipal de Lagos |  |

| 29 setembro 2019 | Penedo Gordo (D) | 0–1 | (CP) CUF Barreiro | Penedo Gordo, Beja                                   |  |
| 15:00            |                  |     | - Balela 11'      | Estádio: Campo de Jogos Carolina Almodôvar Fernandes |  |

| 29 setembro 2019 | Montalegre (CP) | 0–1 | (CP) Marinhense      | Montalegre                                 |  |
| 15:00            |                 |     | - Leandro 51' (pen.) | Estádio: Campo Dr. Diogo Alves Vaz Pereira |  |

| 29 setembro 2019 | Sanjoanense (CP) | 1–0 | (CP) Ideal            | São João da Madeira                |  |
| 15:00            |                  |     | - Rúben Pereira 90+3' | Estádio: Estádio Conde Dias Garcia |  |

| 29 setembro 2019 | Espinho (CP)                                      | 2–0 | (II) Nacional | Fiães                      |  |
| 15:00            | - João Ricardo 66' - Miguel Baptista 90+4' (pen.) |     |               | Estádio: Estádio do Bolhão |  |

| 29 setembro 2019 | Vizela (CP)                                                                                     | 6–1 | (CP) Fontinhas                 | Vizela                                      |  |
| 15:00            | - Fall 24', 76' - Cristian Castro 52' - Kiko Bondoso 54' - Francis Cann 65' - Diogo Ribeiro 82' |     | - Jordanes Medeiros 84' (pen.) | Estádio: Estádio do Futebol Clube de Vizela |  |

| 29 setembro 2019 | Louletano (CP)              | 1–1 (pro.) (4–2 pen.) | (CP) Ginásio Figueirense (C.Rodrigo) | Faro                     |  |
| 15:00            | - Pedro Oliveira 73' (pen.) |                       | - Fábio Pina 63'                     | Estádio: Estádio Algarve |  |

| 29 setembro 2019 | União de Leiria (CP) | 0–1 | (CP) Real          | Leiria                                |  |
| 15:00            |                      |     | - Márcio Meira 83' | Estádio: Estádio Dr. Magalhães Pessoa |  |

| 29 setembro 2019 | Águias do Moradal (D) | 1–0 | (CP) Torreense | Estreito, Oleiros           |  |
| 16:00            | - Luis Fortunato 88'  |     |                | Estádio: Estádio do Ventoso |  |

| 29 setembro 2019 | Vasco da Gama Sines (D)                                      | 0–4 | (II) Cova da Piedade | Sines                               |  |
| 16:45            | - Sami 2' - Yuhao Liu 45+3' - Gustavo Souza 72' - Edinho 75' |     |                      | Estádio: Estádio Municipal de Sines |  |

| 29 setembro 2019 | Águeda (CP)                                                   | 4–1 | (CP) Oriental      | Águeda                               |  |
| 19:45            | - Gabriel Mejía 12' - Juninho 20', 52' - Manel Cordeiro 90+4' |     | - Luís Lucas 90+2' | Estádio: Estádio Municipal de Águeda |  |

## 3ª Eliminatória
| I Liga  | II Liga | CP      | Distritais | Total    |
| ------- | ------- | ------- | ---------- | -------- |
| 18 / 18 | 13 / 16 | 31 / 68 | 2 / 42     | 64 / 144 |

| 17 outubro 2019 | Alverca (CP)                           | 2–0 | (I) Sporting CP | Alverca do Ribatejo                     |  |
| 20:45           | - Alex Apolinário 10' - Luan Silva 55' |     |                 | Estádio: Complexo Desportivo FC Alverca |  |

| 18 outubro 2019 | Cova da Piedade (II) | 0–4       | (I) Benfica                                     | Cova da Piedade                                                                |  |
| 20:30           |                      | Relatório | - Pizzi 45+2', 50' - Carlos Vinícius 64', 90+2' | Estádio: Estádio Municipal José Martins Vieira Árbitro: António Nobre (Leiria) |  |

| 19 outubro 2019 | Condeixa (CP) | 0–1 | (I) Rio Ave       | Condeixa-a-Nova                               |  |
| 11:15           |               |     | - Nuno Santos 75' | Estádio: Estádio Municipal de Condeixa-a-Nova |  |

| 19 outubro 2019 | Sintra Football (CP)         | 1–1 (pro.) (4–3 pen.) | (I) Vitória de Guimarães | Oeiras                                  |  |
| 14:00           | - Élvis Fernandes 70' (pen.) |                       | - Davidson 85'           | Estádio: Estádio Municipal Mário Wilson |  |

| 19 outubro 2019 | Louletano (CP)     | 1–2 (pro.) | (I) Paços de Ferreira                 | Faro                     |  |
| 15:00           | - Érico Castro 34' |            | - Hélder Ferreira 21' - Dadashov 105' | Estádio: Estádio Algarve |  |

| 19 outubro 2019 | CUF Barreiro (CP) | 1–3 | (I) Moreirense                          | Barreiro                          |  |
| 15:00           | - Celestino 85'   |     | - Pedro Nuno 24', 68' - Fábio Abreu 79' | Estádio: Estádio Alfredo da Silva |  |

| 19 outubro 2019 | Pevidém (D) | 0–2 | (I) Belenenses SAD       | Pevidém                                             |  |
| 15:00           |             |     | - Robinho 44' - Licá 72' | Estádio: Parque de Jogos Albano Martins Coelho Lima |  |

| 19 outubro 2019 | Amora (CP) | 0–1 | (CP) Sanjoanense       | Amora                         |  |
| 15:00           |            |     | - Menaour Belkheir 67' | Estádio: Estádio da Medideira |  |

| 19 outubro 2019 | Espinho (CP)                                    | 2–1 | (II) Vilafranquense | Fiães                      |  |
| 15:00           | - João Pinto 83' - Miguel Baptista 90+4' (pen.) |     | - Kassio 37'        | Estádio: Estádio do Bolhão |  |

| 19 outubro 2019 | Académico de Viseu (II)                       | 3–1 | (CP) Real        | Viseu                       |  |
| 15:00           | - Jean Patric 9', 29' - Fernando Ferreira 23' |     | - San Martín 72' | Estádio: Estádio do Fontelo |  |

| 19 outubro 2019 | Penafiel (II) | 0–2 | (I) Gil Vicente                                 | Penafiel                               |  |
| 16:00           |               |     | - Sandro Lima 35' (pen.) - Claude Gonçalves 76' | Estádio: Estádio Municipal 25 de Abril |  |

| 19 outubro 2019 | Feirense (II)                                        | 3–0 | (I) Tondela | Santa Maria da Feira                 |  |
| 17:00           | - Fábio Espinho 2' - Ença Fati 45+1' - Christian 69' |     |             | Estádio: Estádio Marcolino de Castro |  |

| 19 outubro 2019 | Farense (II)                                                                    | 5–2 | (I) Aves                | Faro                         |  |
| 17:00           | - Fabrício 14', 37' - Cássio 45+2' - Dźwigała 54' (o.g.) - Fabrício Isidoro 64' |     | - Welinton Jr. 47', 88' | Estádio: Estádio de São Luís |  |

| 19 outubro 2019 | Académica (II)         | 2–1 | (I) Portimonense       | Coimbra                            |  |
| 18:00           | - Ki 53' - Djoussé 90' |     | - Jackson Martínez 88' | Estádio: Estádio Cidade de Coimbra |  |

| 19 outubro 2019 | Coimbrões (CP) | 0–5 | (I) Porto                                                      | Pedroso                                  |  |
| 18:45           |                |     | - Luis Díaz 6', 68' - Soares 8' - Mbemba 12' - Fábio Silva 81' | Estádio: Estádio Municipal Jorge Sampaio |  |

| 19 outubro 2019 | Leça (CP)           | 1–3 | (I) Braga                                     | Leça da Palmeira                       |  |
| 20:45           | - Adilson Silva 85' |     | - Wilson Eduardo 25', 54' - Ricardo Horta 42' | Estádio: Estádio do Leça Futebol Clube |  |

| 20 outubro 2019 | Águias do Moradal (D) | 0–5 | (I) Vitória de Setúbal                              | Estreito, Oleiros           |  |
| 14:00           |                       |     | - Ghilas 1', 5', 44' - Carlinhos 15' - Zequinha 59' | Estádio: Estádio do Ventoso |  |

| 20 outubro 2019 | Mafra (II)           | 1–0 (pro.) | (CP) Fafe | Mafra                               |  |
| 15:00           | - Rúben Freitas 120' |            |           | Estádio: Estádio Municipal de Mafra |  |

| 20 outubro 2019 | Varzim (II)       | 1–0 | (II) Estoril | Póvoa de Varzim               |  |
| 15:00           | - Ruiz 68' (pen.) |     |              | Estádio: Estádio do Varzim SC |  |

| 20 outubro 2019 | Lusitânia (CP)   | 1–1 (pro.) (5–6 pen.) | (I) Famalicão  | Lourosa                                     |  |
| 15:00           | - Goba Zakpa 90' |                       | - Anderson 70' | Estádio: Estádio do Lusitânia de Lourosa FC |  |

| 20 outubro 2019 | AD Oliveirense (CP) | 0–3 | (I) Santa Clara                                                 | Santa Maria de Oliveira, Vila Nova de Famalicão |  |
| 15:00           |                     |     | - Thiago Santana 27' - Bruno Lamas 67' (pen.) - João Afonso 80' | Estádio: Estádio da Ribes                       |  |

| 20 outubro 2019 | Vitória de Sernache (CP) | 0–0 (pro.) (4–5 pen.) | (CP) Sertanense | Cernache do Bonjardim                           |  |
| 15:00           |                          |                       |                 | Estádio: Estádio Municipal Nuno Álvares Pereira |  |

| 20 outubro 2019 | Marinhense (CP)        | 1–0 | (CP) Fátima | Marinha Grande                               |  |
| 15:00           | - Ednilson Furtado 10' |     |             | Estádio: Estádio Municipal da Marinha Grande |  |

| 20 outubro 2019 | Loures (CP)                                          | 4–2 (pro.) | (CP) Benfica Castelo Branco         | Zambujal, Loures            |  |
| 15:00           | - Sapo 42' - Hugo Machado 48', 102' - Batatinha 109' |            | - Okitokandjo 24' - Diogo Silva 68' | Estádio: Campo Conde Mendia |  |

| 20 outubro 2019 | Olímpico Montijo (CP) | 0–1 | (CP) Anadia  | Montijo                     |  |
| 15:00           |                       |     | - Nádson 86' | Estádio: Campo da Liberdade |  |

| 20 outubro 2019 | Casa Pia (II)       | 1–3 | (CP) Vizela                                        | Lisboa                        |  |
| 15:00           | - Wilson Kenidy 87' |     | - Francis Okoli 20' - Samu 51' - Diogo Ribeiro 80' | Estádio: Estádio Pina Manique |  |

| 20 outubro 2019 | Arouca (CP)    | 1–0 | (CP) Merelinense | Arouca                               |  |
| 15:00           | - Valdu Té 65' |     |                  | Estádio: Estádio Municipal de Arouca |  |

| 20 outubro 2019 | Pedras Salgadas (CP) | 1–0 | (CP) Águeda | Pedras Salgadas                |  |
| 15:00           | - Marcelo Vilela 67' |     |             | Estádio: Estádio da Portelinha |  |

| 20 outubro 2019 | Chaves (II)                             | 2–1 (pro.) | (I) Boavista | Chaves                                                  |  |
| 16:00           | - André Luís 102' - Kevin Medina 120+2' |            | - Bueno 117' | Estádio: Estádio Municipal Eng.º Manuel Branco Teixeira |  |

| 20 outubro 2019 | Valadares Gaia (CP) | 0–0 (pro.) (10–11 pen.) | (CP) Canelas 2010 | Valadares                                 |  |
| 16:30           |                     |                         |                   | Estádio: Complexo Desportivo de Valadares |  |

| 20 outubro 2019 | Beira-Mar (CP)                    | 2–2 (pro.) (5–4 pen.) | (I) Marítimo                | Aveiro                               |  |
| 17:00           | - João Nogueira 15' - Cissé 90+3' |                       | - Maeda 69' - Zainadine 83' | Estádio: Estádio Municipal de Aveiro |  |

| 20 outubro 2019 | Leixões (II)                                                        | 4–2 | (CP) Praiense                             | Matosinhos              |  |
| 19:45           | - Júnior 20' (pen.) - Pedro Pinto 53' - André Claro 62' - Braga 81' |     | - Filipe Andrade 7' - Matheus Souza 90+2' | Estádio: Estádio do Mar |  |

## 4ª Eliminatória
| I Liga  | II Liga | CP      | Distritais | Total    |
| ------- | ------- | ------- | ---------- | -------- |
| 11 / 18 | 8 / 16  | 13 / 68 | 0 / 42     | 32 / 144 |

| 22 novembro 2019 | Leixões (II)      | 1–4 | (I) Santa Clara                                                 | Matosinhos              |  |
| 17:15            | - Pedro Pinto 86' |     | - Zé Manuel 32' - Osama Rashid 44' - Anderson Carvalho 49', 80' | Estádio: Estádio do Mar |  |

| 22 novembro 2019 | Varzim (II)       | 1–0 | (CP) Loures | Póvoa de Varzim               |  |
| 20:45            | Levi Lumeka 90+5' |     |             | Estádio: Estádio do Varzim SC |  |

| 23 novembro 2019 | Sertanense (CP)                 | 2–1 (pro.) | (II) Farense          | Sertã                                          |  |
| 14:00            | - Marquinhos 89' - Own goal 93' |            | - Fabrício Simões 31' | Estádio: Campo de Jogos Dr. Marques dos Santos |  |

| 23 novembro 2019 | Académico de Viseu (II) | 1–0 | (II) Feirense | Viseu                       |  |
| 15:00            | - Latyr Fall 72'        |     |               | Estádio: Estádio do Fontelo |  |

| 24 novembro 2019 | Espinho (CP)                                             | 3–2 (pro.) | (CP) Arouca                             | Fiães                      |  |
| 15:00            | - Vieirinha 21' - João Ferreira 36' - Bruno Valente 113' |            | - Benny Silvano 67' - Sheriff Deo 90+5' | Estádio: Estádio do Bolhão |  |

| 23 novembro 2019 | Famalicão (I)     | 1–0 | (II) Académica | Vila Nova de Famalicão                 |  |
| 16:45            | Toni Martínez 45' |     |                | Estádio: Estádio Municipal 22 de Junho |  |

| 23 novembro 2019 | Braga (I)        | 1–0 | (I) Gil Vicente | Braga                               |  |
| 18:30            | Ricardo Horta 8' |     |                 | Estádio: Estádio Municipal de Braga |  |

| 23 novembro 2019 | Vizela (CP) | 1–2 | (I) Benfica                               | Vizela                                      |  |
| 20:45            | - Samu 6'   |     | - Raúl de Tomás 70' - Carlos Vinícius 86' | Estádio: Estádio do Futebol Clube de Vizela |  |

| 24 novembro 2019 | Moreirense (I) | 1–3 | (II) Mafra | Moreira de Cónegos                                             |  |
| 15:00            |                |     |            | Estádio: Parque de Jogos Comendador Joaquim de Almeida Freitas |  |

| 24 novembro 2019 | Sintra Football (CP) | 0–2 | (CP) Marinhense | Oeiras                                  |  |
| 15:00            |                      |     |                 | Estádio: Estádio Municipal Mário Wilson |  |

| 24 novembro 2019 | Paços de Ferreira (I) | 1–0 | (CP) Sanjoanense | Paços de Ferreira                 |  |
| 15:00            |                       |     |                  | Estádio: Estádio Capital do Móvel |  |

| 24 novembro 2019 | Pedras Salgadas (CP) | 0–0 (6–7 pen.) | (CP) Canelas 2010 | Pedras Salgadas                |  |
| 15:00            |                      |                |                   | Estádio: Estádio da Portelinha |  |

| 24 novembro 2019 | Anadia (CP) | 2–1 | (CP) Beira-Mar | Anadia                                                     |  |
| 15:00            |             |     |                | Estádio: Estádio Municipal Eng.º Sílvio Henriques Cerveira |  |

| 24 novembro 2019 | Rio Ave (I) | 1–0 | (CP) Alverca | Vila do Conde              |  |
| 15:30            |             |     |              | Estádio: Estádio dos Arcos |  |

| 24 novembro 2019 | Porto (I) | 4–0 | (I) Vitória de Setúbal | Porto                      |  |
| 17:30            |           |     |                        | Estádio: Estádio do Dragão |  |

| 24 novembro 2019 | Chaves (II) | 1–0 | (I) Belenenses SAD | Chaves                                                  |  |
| 20:00            |             |     |                    | Estádio: Estádio Municipal Eng.º Manuel Branco Teixeira |  |

## Oitavos-de-Final
| I Liga | II Liga | CP     | Distritais | Total    |
| ------ | ------- | ------ | ---------- | -------- |
| 7 / 18 | 4 / 16  | 5 / 68 | 0 / 42     | 16 / 144 |

| 17 dezembro 2019 | Académico Viseu (II) | 1–0 | (II) Chaves | Viseu                                              |  |
| 14:15            | - João Mário 68'     |     |             | Estádio: Estádio do Fontelo Árbitro: António Nobre |  |

| 17 dezembro 2019 | Varzim (II)                        | 2–1 (pro.) | (CP) Anadia    | Póvoa de Varzim                                   |  |
| 17:45            | - Leonardo Ruiz 77' - Baba Sow 98' |            | - Nadson 90+5' | Estádio: Estádio do Varzim SC Árbitro: João Bento |  |

| 17 dezembro 2019 | Marinhense (CP) | 0–2 | (I) Rio Ave                 | Marinha Grande                                                     |  |
| 20:30            |                 |     | - Tarantini 33' - Ronan 90' | Estádio: Estádio Municipal da Marinha Grande Árbitro: Rui Oliveira |  |

| 18 dezembro 2019 | Sertanense (CP) | 0–1 | (CP) Canelas 2010  | Sertã                                          |  |
| 14:15            |                 |     | - Baba Zakaria 16' | Estádio: Campo de Jogos Dr. Marques dos Santos |  |

| 18 dezembro 2019 | Paços de Ferreira (I)                | 3–0 | (CP) Espinho | Paços de Ferreira                                          |  |
| 18:45            | - Pedrinho 45+3' - Murilo 79', 90+6' |     |              | Estádio: Estádio Capital do Móvel Árbitro: Cláudio Pereira |  |

| 18 dezembro 2019 | Benfica (I)                       | 2–1 | (I) Braga          | Lisboa                                             |  |
| 20:45            | - Pizzi 19' - Carlos Vinícius 62' |     | - Ferro 14' (o.g.) | Estádio: Estádio da Luz Árbitro: Artur Soares Dias |  |

| 19 dezembro 2019 | Porto (I)    | 1–0 | (I) Santa Clara | Porto                                               |  |
| 19:15            | Nakajima 29' |     |                 | Estádio: Estádio do Dragão Árbitro: Fábio Veríssimo |  |

| 19 dezembro 2019 | Famalicão (I)                                        | 3–0 | (II) Mafra | Vila Nova de Famalicão                                       |  |
| 20:30            | - P. Gonçalves 52' - D. Gonçalves 60' - Martínez 29' |     |            | Estádio: Estádio Municipal 22 de Junho Árbitro: Luis Godinho |  |

## Quartos-de-Final
| I Liga | II Liga | CP     | Distritais | Total   |
| ------ | ------- | ------ | ---------- | ------- |
| 5 / 18 | 2 / 16  | 1 / 68 | 0 / 42     | 8 / 144 |

| 14 janeiro 2020 | Porto (I)                  | 2–1 | (II) Varzim | Porto                                         |  |
| 18:00           | - Soares 28' - Marcano 41' |     | - Hugo 36'  | Estádio: Estádio do Dragão Árbitro: Rui Costa |  |

| 14 janeiro 2020 | Benfica (I)                      | 3–2 | (I) Rio Ave              | Lisboa                                             |  |
| 21:00           | - Cervi 13' - Seferović 64', 71' |     | - Piazon 4' - Taremi 30' | Estádio: Estádio da Luz Árbitro: Artur Soares Dias |  |

| 15 janeiro 2020 | Paços de Ferreira (I) | 0–1 | (I) Famalicão       | Paços de Ferreira                                       |  |
| 20:00           |                       |     | Diogo Gonçalves 81' | Estádio: Estádio Capital do Móvel Árbitro: Luís Godinho |  |

| 16 janeiro 2020 | Académico de Viseu (II) | 1–0 | (CP) Canelas 2010 | Viseu                                                |  |
| 20:00           | Carter 90+1'            |     |                   | Estádio: Estádio do Fontelo Árbitro: Hélder Malheiro |  |

## Meias-Finais
| I Liga | II Liga | CP     | Distritais | Total   |
| ------ | ------- | ------ | ---------- | ------- |
| 3 / 18 | 1 / 16  | 0 / 68 | 0 / 42     | 4 / 144 |

| 4 fevereiro 2020 | Académico de Viseu (II) | 1–1 | (I) Porto   | Estádio do Fontelo     |
| 20:45            | João Mário 71'          |     | Zé Luís 59' | Árbitro: João Pinheiro |

| 12 fevereiro 2020 | Porto (I)                                      | 3–0 | (II) Académico de Viseu | Estádio do Dragão        |
| 20:45             | Telles 19' (pen.) · Zé Luís 64' · Oliveira 72' |     |                         | Árbitro: Manuel Oliveira |

Porto venceu a eliminatória por 4–1.
| 4 fevereiro 2020 | Benfica (I)                                  | 3–2 | (I) Famalicão                | Estádio da Luz       |
| 19:15            | Pizzi 53' (pen.) · Silva 78' · Gabriel 90+5' |     | Gonçalves 60' · Martínez 73' | Árbitro: Hugo Miguel |

| 11 fevereiro 2020 | Famalicão (I) | 1–1 | (I) Benfica | Estádio Municipal 22 de Junho |
| 20:45             | Martínez 78'  |     | Pizzi 24'   | Árbitro: Jorge Sousa          |

Benfica venceu a eliminatória por 4–3.

## Final
A final estava marcada para o dia 24 de maio de 2020, no Estádio Nacional, em Oeiras. No entanto, em 10 de março, o FPF anunciou que seria adiado devido à pandemia de coronavírus em Portugal, seguindo as recomendações do governo português. No dia 28 de abril, o Primeiro Ministro Português António Costa reuniu-se com os presidentes dos "Três Grandes" clubes em Portugal (Benfica, Sporting CP e Porto), o Presidente da FPF e o Presidente da Liga Portuguesa de Futebol Profissional, para discutir as condições do retorno das competições de futebol em Portugal.. Dois dias depois, com o consentimento do Ministério da Saúde, Costa aprovou o retorno da final, com a partida sendo disputada a portas fechadas.

A 2 de julho, foi anunciado que a final seria disputada a 1 de agosto no Estádio Cidade de Coimbra, em Coimbra, à porta fechada.
| 1 de agosto de 2020 | Benfica                    | 1 - 2 | Porto          | Estádio Cidade de Coimbra             |
| 20:45               | Carlos Vinícius 84' (pen.) |       | Mbemba 47' 59' | Público: 0 Árbitro: Artur Soares Dias |

## Campeão
| Taça de Portugal 2019–20 |
| ------------------------ |
| FC Porto (17.º Título)   |